# Стефан I Котроманич
Стефан I Котроманич (на босняшки Stjepan Kotromanić) е босненски бан, основател на династията Котроманичи, управлявал Босна от 1287 до 1290 г. съвместно с Приезда II като под негово управление се намирала източната половина на страната. След смъртта на Приезда II през 1290 г. управлявал до 1314 г. като васал на Унгария.
През 1290 г. бил убит унгарският крал Ласло IV и започнала борба за унгарския престол между представителите на династията на Арпадите и на Анжу. На страната на Анжу застанал Павел I Шубич, който се провъзгласил за бан на Хърватия. Понеже Павел Шубич бил женен за дъщерята на Стефан Драгутин Урсула, а Стефан Котроманич - за другата му дъщеря Елисавета, то семейните връзки принудили Стефан Котроманич също да подкрепи Анжу в лицето на Карл Мартел Анжуйски. След своята коронация обаче Карл Мартел в желанието си да увеличи властта си сред местните благородници, започнал да раздава с укази земите на Стефан Котроманич на дребни боляри.
През 1295 г. Карл Мартел Анжуйски починал и две години по-късно папа Бонифаций VIII обявил 12-годишния му син Карл Роберт за крал на Унгария. Павел Шубич от своя страна се възползвал от политическата обстановка и се провъзгласил за господар на Босна като поверил нейното управление на по-малкия си брат Младен I Шубич. И тъй като Младен Шубич се заел да изкорени богомилството в Босна, богомилите започнали да се стичат под знамената на Стефан Котроманич и през 1304 г. Младен Шубич бил убит. Това предизвикало гнева на Павел I Шубич, който отново нахлул с войски в Босна, за да възстанови властта си. През 1312 г. Павел Шубич починал, но Стефан Котроманич нямал време да възстанови правата си над Босна, тъй като самият той починал малко по-късно - през 1314 г. След смъртта му неговият най-голям син Стефан II Котроманич бил обявен за бан на Босна, но само номинално, бидейки подчинен на Младен II Шубич, и чак от 1322 г. станал фактически владетел на страната.